# Стартер

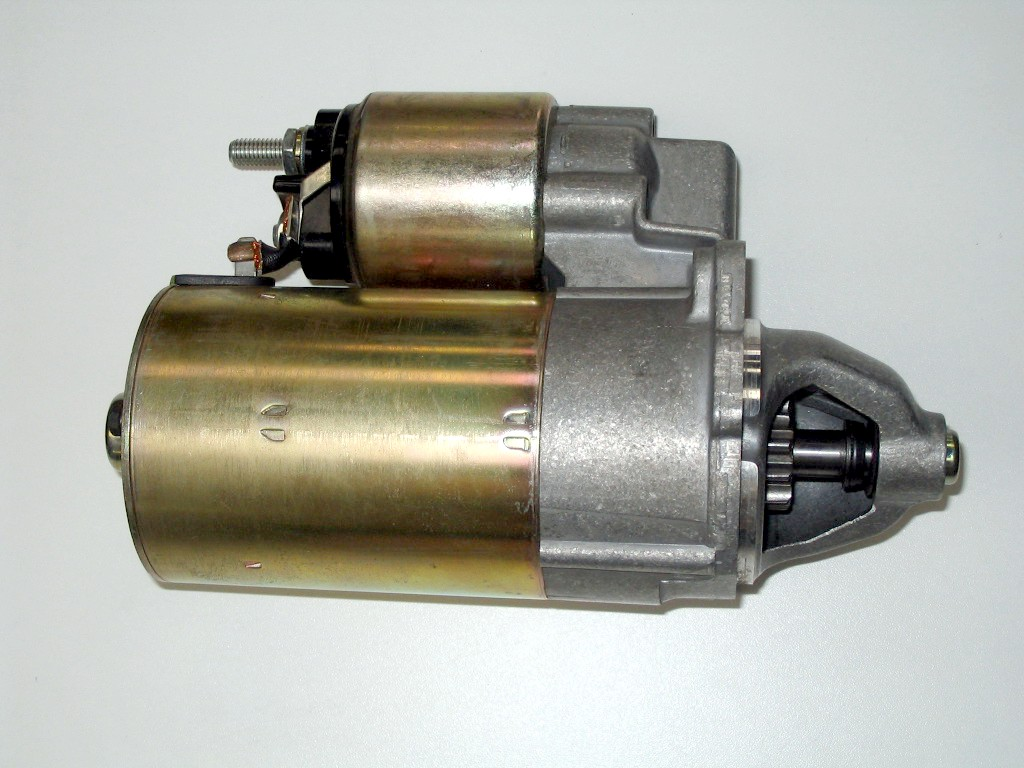
Автомобільний стартер

Ста́ртер (англ. starter — «пусковик») — основний агрегат пускової системи двигуна, що розкручує його вал до частоти обертання, необхідної для запуску. Основні вузли стартера — двигун, редуктор, пристрої зчеплення й розчеплення з валом основного двигуна, пусковий пристрій (для стартерів, які не можуть запускатися самостійно, наприклад бензинових, турбокомпресорних). Стартер використовується для провертання колінчастого вала двигуна, що забезпечує запуск силового агрегату. Для пуску більшості машинних моторів використовуються механізми, що дозволяють виробляти близько 3 кВт енергії.
За принципом роботи стартери поділяються на інерційні, прямої дії і комбіновані. У інерційних стартерах розкручується спочатку маховик, в якому накопичується енергія, що забезпечує прокручування вала основного двигуна при зчепленні його з валом стартера. Стартер прямої дії розкручує безпосередньо вал основного двигуна. Розрізняють стартери електричні, турбостартери, пневматичні, гідравлічні, бензинові.

## Комплектація стартера

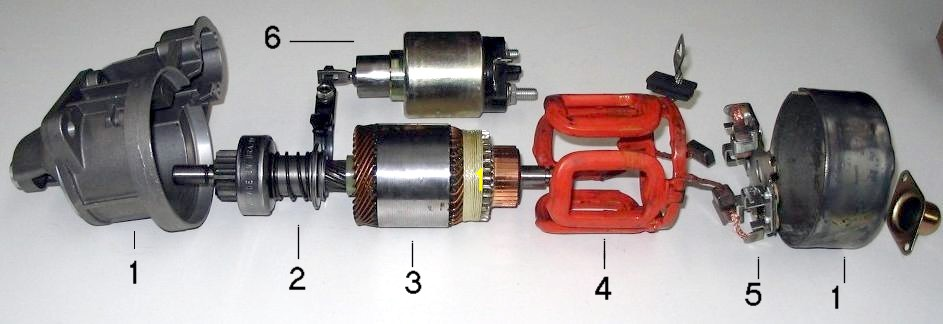
Основні частини типового стартера (корпус не показано):
1. Кришки корпуса стартера,
2. Обгінна муфта (бендикс),
3. Ротор (якір),
4. Обмотка статора,
5. Щіткоутримувач зі щітками,
6. Електромагніт (соленоїд) з вилкою включення муфти (бендикса)

Комплектація цього агрегату автомобіля має такий склад:
- Бендикс стартера
- Вилка бендикса стартера
- Втулка стартера
- Соленоїд стартера
- Кришка стартера
- Обмотка стартера
- Підшипник стартера
- Редуктор стартера
- Реле ввімкнення стартера
- Щітки стартера
- Щіткоутримувач стартера
- Якір стартера

## Світові виробники стартерів
| Виробник стартера              | Країна    |
| ------------------------------ | --------- |
| Bosch                          | Німеччина |
| Paris-Rhone (Valeo)            | Франція   |
| Magneti Marelli (Fiat-Marelli) | Італія    |
| Delco Remy (General Motors)    | США       |
| Motorcraft (Ford)              | США       |
| Hitachi                        | Японія    |
| Mitsubishi                     | Японія    |
| Nippondenso                    | Японія    |